# Шелалейка (село)
Шелалейка — село в Белинском районе Пензенской области России. Входит в состав Волчковского сельсовета.

## География
Расположен в 9 км к северу от села Волчково, на р. Буян.

## Население
| 1744 | 1864  | 1897  | 1911  | 1926  | 1930  | 1939 |
| ---- | ----- | ----- | ----- | ----- | ----- | ---- |
| 410  | ↗1014 | ↗1326 | ↗1539 | ↘1365 | ↗1505 | ↘742 |
| 1951 | 1959  | 1979  | 1989  | 2002  | 2010  |      |
| ↘556 | ↘425  | ↘215  | ↘133  | ↘72   | ↘27   |      |

## История
Основана в начале XVIII в. ясачной мордвой. Входило в состав Кевдо-Вершинской волости Чембарского уезда. После революции центр сельсовета. Колхоз «Родина Белинского».